# Platonow-Festival

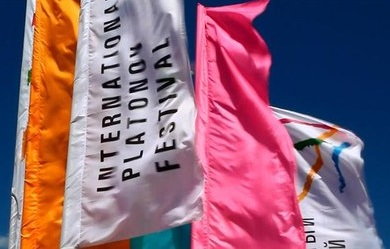
Platonow-Festival (2014)

Das Platonow-Festival (russisch международный Платоновский фестиваль искусств) ist ein jährlich stattfindendes, dem Schriftsteller Andrei Platonow gewidmetes internationales Kulturfestival in Woronesch, Russland.

## Gründung und Finanzierung
Das Festival wurde 2011 von der Regionalregierung des Oblast Woronesch und der Stadtverwaltung Woronesch gegründet. Finanziert wird es aus staatlichen Mitteln, durch die russische Eisenbahngesellschaft Rossijskije schelesnyje dorogi und Sponsoren, zu denen neben russischen Unternehmen auch Siemens gehört. Festivaldirektor war seit der Gründung der Initiator der Veranstaltung Michail Bytschkow, seit 2015 fungiert er als künstlerischer Leiter.

## Programm

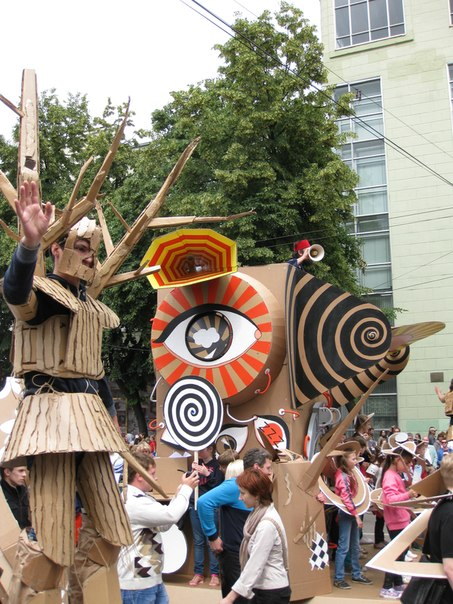
Straßentheater (2014)

Das Platonow-Festival bietet Programme in den Sparten Literatur, Musik, Theater und bildender Kunst. Die Kulturveranstaltungen – Lesungen, Musik- und Theateraufführungen und Ausstellungen – finden an verschiedenen Orten und öffentlichen Plätzen in Woronosch statt.
Das Festival hat eine internationale Ausrichtung. 2018 nahmen Künstler aus 13 Nationen an dem Festival teil.
Die Schweizer Theatergruppe Finzi Pasca, das britische Wayne-McGregor-Tanztheater, das bulgarische Stefan-Kirow-Theaterensemble, das französische Ballet Preljocaj des National Choreographic Centre of Aix-en-Provence traten neben dem Berliner Ensemble und der Theatertruppe Rimini Protokoll auf. Rimini Protokoll initiierte erstmals ihr Theaterprojekt 100% unter der Bezeichnung 100% Woronesch auf einer russischen Bühne. Julian Steckel, das Kronos Quartet und David Fray konzertierten neben DelaDap auf dem Festival. Ausstellungen waren dem Fotografen Alexander Rodtschenko und Fernand Léger gewidmet.
Zeitgleich zum Festival 2018 wurde Kritik an der programmatischen Ausrichtung des Festivals durch den Gouverneur der Region Woronesch bekannt, der eine vermehrte Einbindung regionaler Künstler und ein klassisches Programm zugunsten internationaler Beteiligungen forderte. Kulturschaffende Russlands und Träger des Platonow-Preises setzten sich in einem offenen Brief für das Weiterbestehen des Festivals in seinem jetzigen Format ein.

### Rückblick (Auswahl)
2011 war eine Ausstellung des fotografischen Werks Boris Ignatowitsch zu sehen. David Geringas, Juri Baschmet, Wiktor Tretjakow, das Borodin-Quartett und das Kremerata Baltica unter Gidon Kremer konzertierten auf dem Festival.
2012 fand neben Literaturlesungen ein Poesie-Open-Air unter Beteiligung russischer Dichter statt. Die Schweizer Musikensembles Chaarts und Casal-Quartett konzertierten.
2013 gastierten Mischa Maisky, Boris Beresowski, Julian Rachlin, das Solistensemble der Berliner Philharmoniker und das Russische Nationalorchester. Neben russischen Theatergruppen waren die französische Compagnie des Petites Heures und das Kabarett In der Bar zum Crocodil des deutschen Regisseurs Ralph Reichel mit Teresa Weißbach und John R. Carlson zu Gast.
2014 stand unter dem Motto Straßentheater. Am Festival nahmen internationale Tanzensembles, u. a. DEREVO teil. Vadim Repin, Daniil Trifonow und Michail Pletnjow gaben Konzerte.
2015 zeigte eine Ausstellung Werke des russischen Malers Pawel Filonow. Das italienische Theaterensembles Emilia Romagna Teatro Fondazione, der französische Marionettenspieler Philippe Genty, die britischen Gandini Juggling und der Schweizer Cirkus Giroldon nahmen am Festival teil. Der russische Dichter Michail Eisenberg und der Schriftsteller Alexei Warlamow hielten Lesungen.
2016 gastierten die Wiener Liquid Loft, die französische Compagnie 111 von Aurélien Bory, das israelische Incubator-Theaterensemble, des norwegischen Grusomhetens Teater und das Ensemble des Théâtre des Bouffes du Nord beim Platonow-Festival. Barry Douglas, Benjamin Yusupov, Maxim Rysanov, Alexander Sitkowetski und das Camerata des Concertgebouw-Orchesters konzertierten neben dem Kora-Instrumentalisten Sekou Kouyate und dem US-amerikanischen Gitarristen Joe Driscoll.
2017 war die argentinische Tango-Metropolis-Tanzkompanie, das Ensemble des ungarischen Proton Theaters, das belarussische Puppentheater Brest, das britische Cheek by Jowl und das Nederlands Dans Theater zu Gast. Die norwegischen ARVVAS, Sona Jobarteh aus Gambia, die japanisch-französische Maïa Barouh und die isländischen Musiker Hjaltalín konzertierten neben dem deutschen Vision String Quartet und Clara-Jumi Kang, dem Franzosen Lucas Debargue und dem russischen Tschaikowski-Symphonieorchester unter Wladimir Fedossejew.

## Platonow-Preis
Die mit einem Preisgeld dotierte Auszeichnung wird seit 2011 jährlich an russische Kulturschaffende für herausragende Leistungen in Literatur, Musik, bildender Kunst, des Theaters und für Innovationen, die der humanistischen und kulturellen Tradition verpflichtet sind, verliehen.
Die Preisträger werden durch eine Jury aus Kulturvertretern, Mitgliedern öffentlicher Einrichtungen und Behörden der Oblast Woronesch gewählt.

### Preisträger
- 2011: Boris Petrowitsch Ekimow (russischer Schriftsteller)
- 2012: Lew Abramowitsch Dodin (russischer Theaterregisseur und Leiter des Malyj Theaters in St. Petersburg)
- 2013: Michail Wassiljewitsch Pletnjow (russischer Pianist, Komponist und Dirigent)
- 2014: Alexander Konstantinowitsch Petrow (russischer Animator und Regisseur von Animationsfilmen)
- 2015: Andrei Georgijewitsch Bitow (russischer Schriftsteller)
- 2016: Alexander Nikolajewitsch Sokurow (russischer Regisseur und Drehbuchautor)
- 2017: Alexei Wiktorowitsch Iwanow (russischer Schriftsteller und Drehbuchautor)
- 2018: Anatoli Alexandrowitsch Wassiljew (russischer Theaterregisseur) und Alla Sergejewna Demidowa (russische Schauspielerin)
- 2019: Eduard Kotschergin (russischer Schriftsteller, leitender Bühnenbildner am Bolschoi Towstonogow-Dramentheater in St. Petersburg und Hochschullehrer)